# Gnadensee

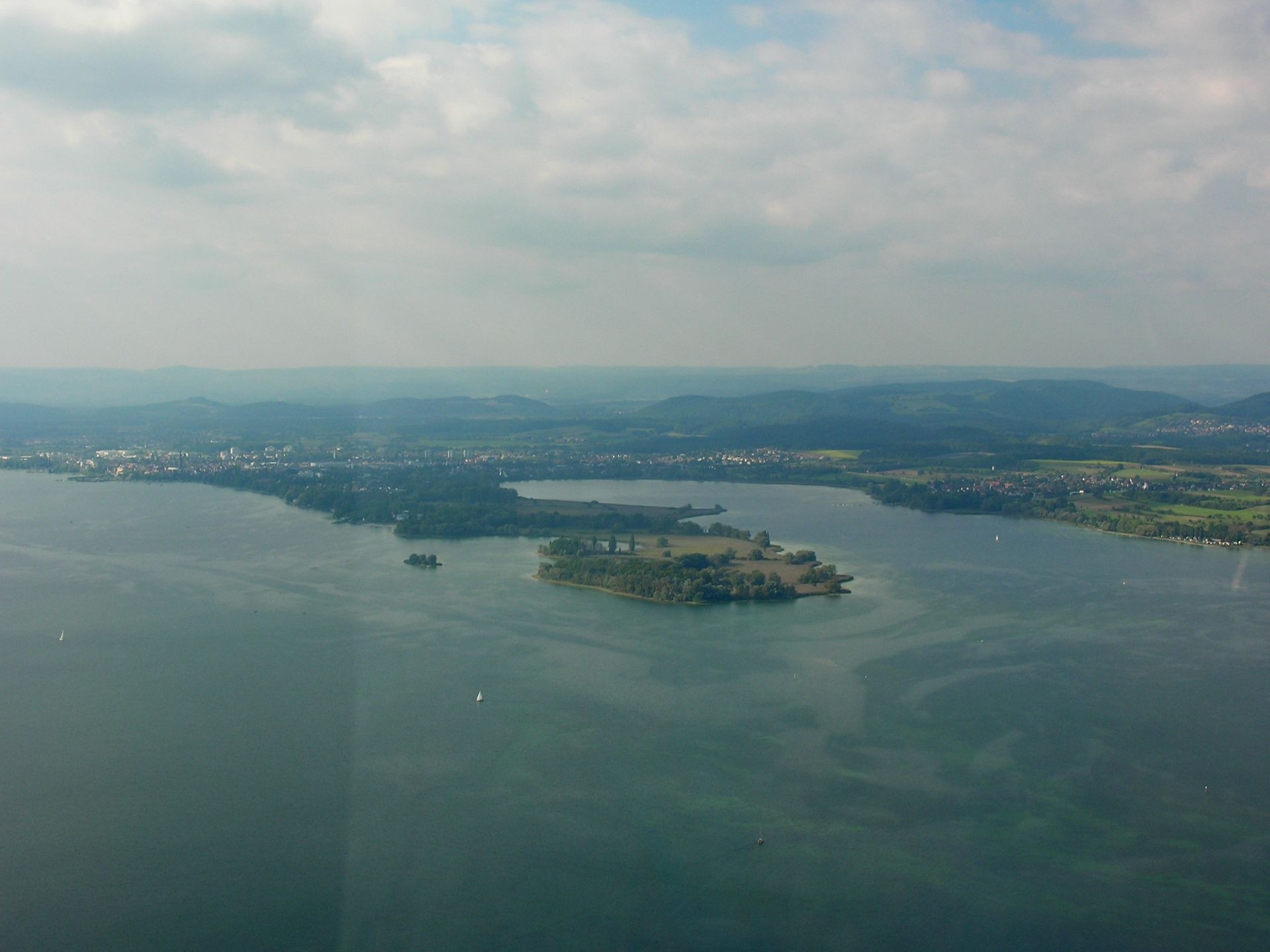
Vue aérienne du Gnadensee.

Le Gnadensee est une portion de l'Untersee (partie inférieure du lac de Constance) située dans le Bade-Wurtemberg, en Allemagne, et délimitée au nord-est par le rivage de la commune d'Allensbach et au sud par l'île de Reichenau. À l'ouest, il s'étend jusqu'à l'entrée du Markelfinger Winkel et l'extrémité de la presqu'île de Mettnau. À l'est, il est fermé par l'isthme de Reichenau et borde la réserve naturelle du Wollmatinger Ried.
Sa superficie totale (incluant le Markelfinger Winkel) est de 14 km2.